# Elettrotreni CAF Inneo della metropolitana di Napoli
Gli elettrotreni CAF Inneo della metropolitana di Napoli sono un gruppo di elettrotreni della serie Inneo costruiti dalla società spagnola CAF in servizio sulla linea 1 della metropolitana di Napoli, gestita dall'ANM, e in futuro anche sulla linea 11, gestita dall'EAV.

## Caratteristiche
I treni, classificati come R.0XX per le rimorchiate pilota e come M.0XX per le motrici intermedie, seguono lo schema Tc-M-M-M-M-Tc similarmente ai treni della metropolitana di Roma. Sono composti da 6 carrozze comunicanti per una lunghezza totale di 108 metri, e sono dotati di impianti di climatizzazione, Wi-Fi, sistemi per la riduzione del rumore, indicatori a led, display e impianti di videosorveglianza. Possono trasportare fino a quattro carrozzelle per diversamente abili e complessivamente 1250 persone di cui 132 sedute. Gli elettrotreni ANM hanno una livrea di colore azzurro, mentre quelli EAV ne hanno una di colore arancione.

## Storia
I primi 10 treni CAF Inneo, dal costo di 87,6 milioni di euro, furono acquistati nel 2017 dalla società spagnola Construcciones y Auxiliar de Ferrocarriles (CAF), a causa dei lunghi tempi di attesa (dovuti proprio al fatto che la metropolitana aveva un numero di vetture insufficiente rispetto all'estensione della linea, ma anche all'età dei precedenti treni, le Metronapoli M1, di quasi 30 anni). In seguito, i convogli diventarono 24, con un successivo investimento per un totale di 192 milioni di euro. A ottobre 2019 vengono mostrate dal sindaco Luigi de Magistris le prime immagini dei nuovi convogli INNEO in costruzione presso la CAF di San Sebastián.
Da questo momento la storia di questi convogli è stata lunga e complicata, poiché si sono verificati diversi problemi che hanno più volte posticipato la loro messa in esercizio (inizialmente prevista per l'autunno 2020, è effettivamente avvenuta solo due anni dopo, nell'autunno del 2022). 
La prima consegna è avvenuta il 9 marzo 2020,ovvero all'inizio del lockdown causato dall'arrivo in Italia della Pandemia di COVID-19.  Questo ha impedito l'avvio dei collaudi necessari per la messa in servizio dei treni, che è avvenuto solamente a luglio 2020. In seguito sono state annunciate, e poi disattese, diverse date per la messa in servizio commerciale (prima gennaio-febbraio; poi aprile; poi giugno del 2021). Nel stesso anno, per far fronte alla carenza di materiale rotabile sulla linea 11, l'EAV stipulò un primo contratto con la CAF per l'acquisto di 4 nuovi treni Inneo; successivamente nel luglio 2023 fu firmato un secondo contratto per la fornitura di ulteriori 6 treni, portando i treni in totale a dieci.
Il 13 luglio 2021, durante una corsa di prova del primo nuovo treno giunto in città, con a bordo la commissione ministeriale USTIF (l'ente incaricato al collaudo che aveva il compito valutarli prima dell'immissione in linea), l'imperiale del treno ha preso fuoco a causa di un corto circuito, sciogliendo il tetto del convoglio. In seguito all'incidente, i collaudi di tutti i treni vengono sospesi in attesa di una relazione sull'accaduto. Il treno coinvolto nell'incidente viene riportato in Spagna per delle verifiche. Si arriva poi al convincimento che la causa dell'incidente non fu il treno, per cui, alla fine di ottobre 2021 il Ministero ha dato parere favorevole alla ripresa delle prove dei nuovi treni, giudicando l'incendio verificatosi come conseguenza di un generico degrado delle infrastrutture di linea; tuttavia, le prove sui binari dei nuovi treni sono riprese solo a gennaio 2022, affidandone la gestione all'ANSFISA. La messa in servizio del primo treno, inizialmente prevista entro l'estate 2022, è poi avvenuta il 18 ottobre 2022 alla presenza del sindaco Gaetano Manfredi.
Il 17 novembre 2023 fu consegnato e ospitato nel deposito ANM di Piscinola, il primo dei convogli Inneo acquistati da EAV, in seguito trasferito sui binari della linea 11, il 1º novembre 2024 e stazionato presso i binari della stazione Piscinola-Scampia. Il 19 novembre viene consegnato e trasferito un secondo convoglio.

## Tabella del materiale
| N° treno | Composizione | Entrata in servizio | Note                              |
| -------- | ------------ | ------------------- | --------------------------------- |
| 1        | 001-002      | 01/06/2023          |                                   |
| 2        | 003-004      | 15/07/2023          |                                   |
| 3        | 005-006      | 08/09/2023          |                                   |
| 4        | 007-008      | 27/10/2023          |                                   |
| 5        | 009-010      | 25/09/2023          |                                   |
| 6        | 011-012      | 18/10/2022          | Primo treno a entrare in servizio |
| 7        | 013-014      | 20/04/2023          |                                   |
| 8        | 015-016      | 15/01/2024          |                                   |
| 9        | 017-018      | 31/05/2024          |                                   |
| 10       | 019-020      | 29/03/2024          |                                   |
| 11       | 021-022      | 26/07/2024          |                                   |
| 12       | 023-024      | 25/09/2024          |                                   |
| 13       | 025-026      | 13/11/2024          |                                   |
| 14       | 027-028      |                     | In attesa del collaudo            |
| 15       | 029-030      | 05/05/2025          |                                   |
| 16       | 031-032      | 06/12/2024          |                                   |
| 17       | 033-034      | 05/05/2025          |                                   |
| 18       | 035-036      | 19/06/2025          |                                   |
| 19       | 037-038      |                     | In attesa del collaudo            |
| 20       | 039-040      |                     | In costruzione                    |
| 21       | 041-042      |                     | In costruzione                    |
| 22       | 043-044      |                     | In costruzione                    |
| 23       | 045-046      |                     | In costruzione                    |
| 24       | 047-048      |                     | In costruzione                    |

| N° treno | Composizione | Entrata in servizio | Note                   |
| -------- | ------------ | ------------------- | ---------------------- |
| 1        | 001-002      |                     | In attesa del collaudo |
| 2        | 003-004      |                     | In attesa del collaudo |
| 3        | 005-006      |                     | In fase di collaudo    |
| 4        | 007-008      |                     | In costruzione         |
| 5        | 009-010      |                     | In costruzione         |
| 6        | 011-012      |                     | In costruzione         |
| 7        | 013-014      |                     | In costruzione         |
| 8        | 015-016      |                     | In costruzione         |
| 9        | 017-018      |                     | In costruzione         |
| 10       | 019-020      |                     | In costruzione         |

## Galleria d'immagini

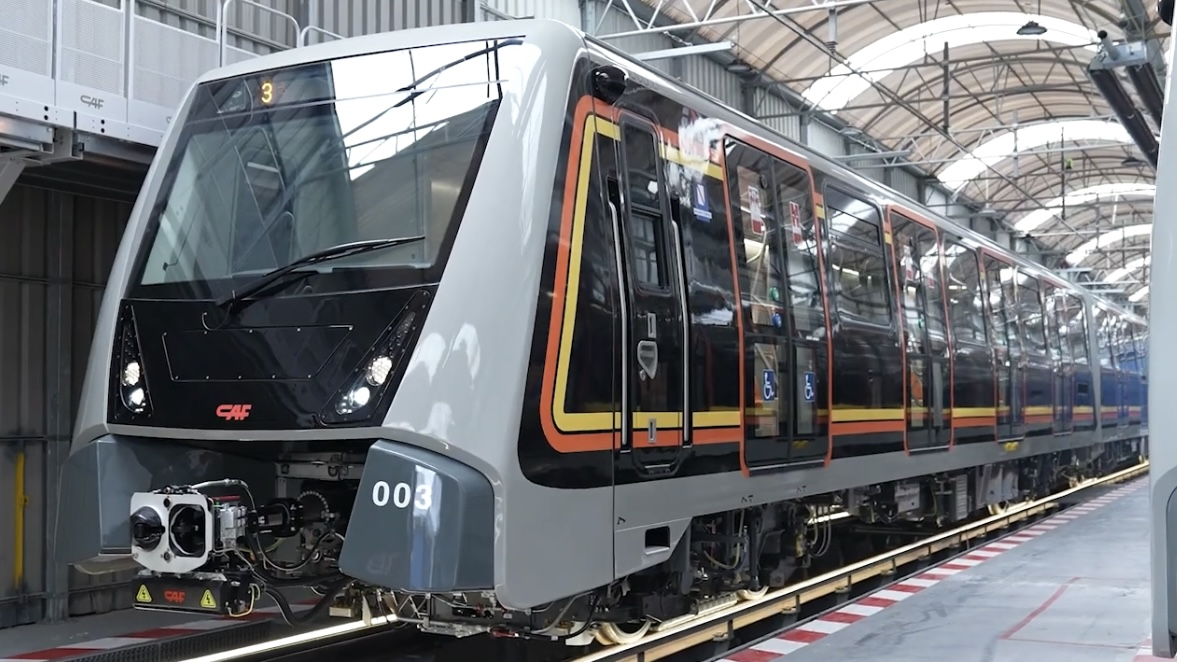
CAF Inneo della linea 11 nello stabilimento del costruttore
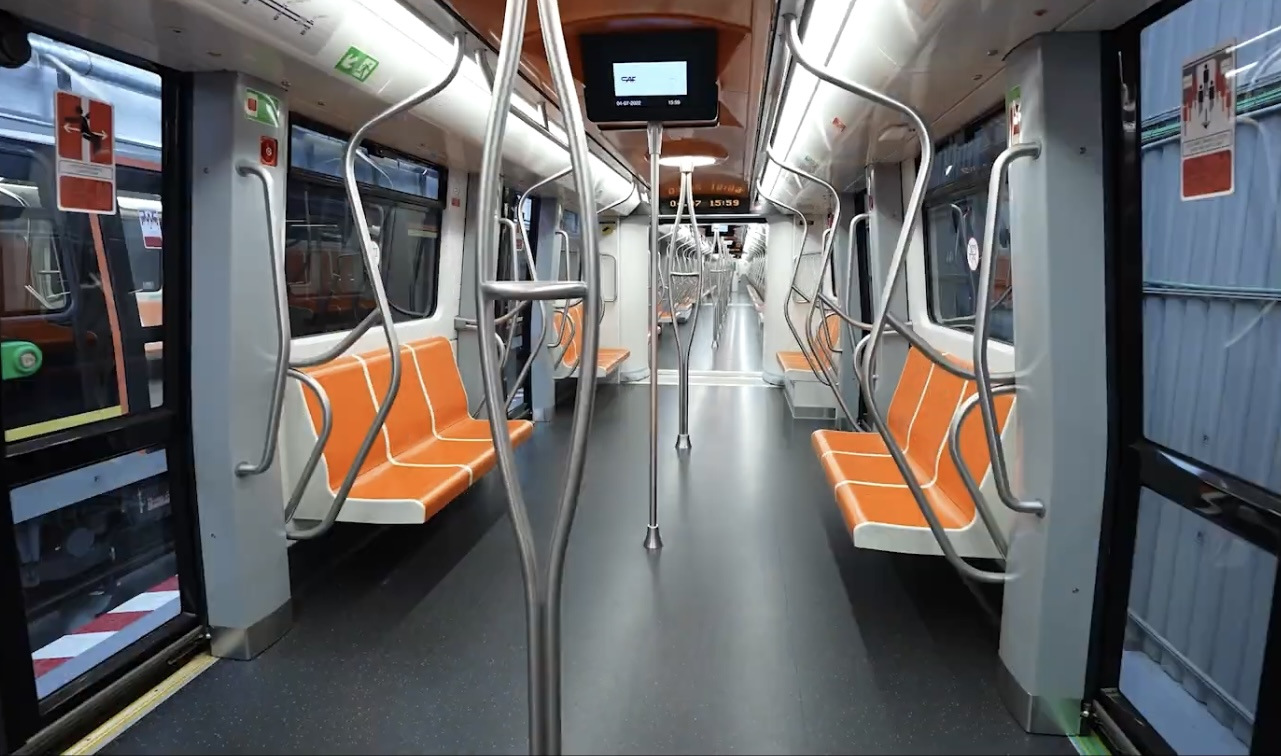
Interni dei CAF Inneo della linea 11